# Michel Chevalier

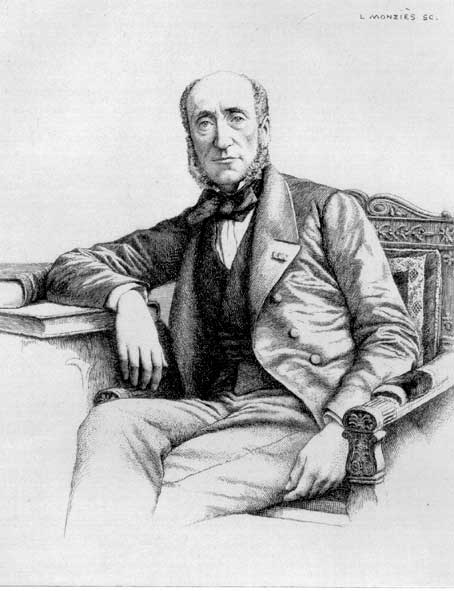
Michel Chevalier

Michel Chevalier (* 13. Januar 1806 in Limoges; † 18. November 1879 in Montpellier) war ein französischer Ökonom und Freihändler. Chevalier galt als Manchesterliberaler und Panlatinist.

## Leben
Chevalier besuchte das Collège in Limoges, sodann die polytechnische Schule in Paris und von 1825 an eine bergmännische Bildungsanstalt und erhielt kurz vor der Julirevolution eine Anstellung als Ingenieur im Norddepartement.
Er widmete sich anfänglich den Ideen des Henri de Saint-Simon, arbeitete am Organisateur mit, leitete dann den Globe und wurde wie Père Enfantin wegen seiner Propaganda verfolgt. Wenig später jedoch wurde er von der Regierung nach den Vereinigten Staaten geschickt, um die Entwicklung des Transportwesens zu untersuchen.
1838 wurde Chevalier Staatsrat im außerordentlichen Dienst, 1840 Professor der Nationalökonomie am Collège de France und 1841 Oberingenieur des Bergbaus. 1845 war er Mitglied der Kammer im Département Aveyron, wurde aber aufgrund seiner manchesterliberalen Ansichten wieder abgewählt.
Nach dem Staatsstreich am 2. Dezember 1851 wurde er wieder Staatsrat im außerordentlichen Dienst und 1860 Senator.
Zusammen mit Richard Cobden und John Bright bereitete er das Freihandelsabkommen zwischen Frankreich und Großbritannien von 1860 vor. Dieses Vertragswerk trägt bis heute auch seinen Namen: Cobden-Chevalier-Vertrag.
Nach dem Sturz des Kaiserreichs in Frankreich befand sich Chevalier wieder in der freihändlerischen Opposition.
1861 nahm ihn die Russische Akademie der Wissenschaften in Sankt Petersburg als korrespondierendes Mitglied auf.

## Schriften
- Des intérèts matériels en France, 1837
- Histoire et description des voies de communication aux États-Unis, 1840–42, 2 Bde.
- Essais de politique industrielle, 1843
- Cours d'économie politique, 1842–44 u. 1850, 3 Bde.
- L'isthme de Panama, suivi d'un apercu sur l'isthme de Suez, 1844